# 金山町立東第一小学校岩瀬分校
金山町立東第一小学校岩瀬分校（かなやまちょうりつ ひがしだいいちしょうがっこう　いわせぶんこう）は、かつて岐阜県益田郡金山町（現・下呂市）に存在した公立小学校の分校。

## 概要
- 東第一小学校の分校であり、現在の下呂市金山町岩瀬・乙原が校区であった。1972年廃校。

## 沿革
- 1873年（明治6年）10月12日 - 郡上郡中原村に中原義校が開校。東林寺[注釈 2]を仮校舎とする。中原村、相原村、八坂村、広瀬村、岩屋村、乙原村の児童が通学する。
- 1875年（明治8年）1月 - 中原村、相原村、八坂村、広瀬村、岩屋村が合併し、岩瀬村が発足。
- 1876年（明治9年） - 校舎を新築し、移転。
- 1886年（明治19年） - 岩瀬簡易科小学校に改称する。
- 1890年（明治23年） - 岩瀬尋常小学校に改称する。
- 1897年（明治30年）4月1日 - 弓掛村、卯野原村、乙原村、岩瀬村、祖師野村、戸部村、東沓部村が合併し、東村が発足。
- 1908年（明治41年） - 東村の尋常小学校が統合され、東村立第一尋常小学校として開校。本校は祖師野の祖師野薬師堂を仮教場とする。旧・岩瀬尋常小学校は岩瀬仮教場とする。
- 1915年（大正4年） - 岩瀬仮教場が正式認可され、東村立第一尋常小学校岩瀬分教場となる。
- 1920年（大正9年） - 校舎を新築する。
- 1941年（昭和16年）4月1日 - 東第一国民学校岩瀬分教場に改称する。
- 1947年（昭和22年）4月 - 東村立東第一小学校岩瀬分校に改称する。
- 1955年（昭和30年）3月1日 - 武儀郡金山町、菅田町、益田郡下原村、郡上郡東村が合併し、益田郡金山町が発足。同時に金山町立東第一小学校岩瀬分校に改称する。
- 1972年（昭和47年） - 廃校。